# Linus Roache
Linus William Roache (Manchester, 1º febbraio 1964) è un attore britannico.

## Biografia
Figlio degli attori William Roache e Anna Cropper, si fa conoscere al pubblico nel 1994 per l'interpretazione di padre Greg nel film di Antonia Bird Il prete in cui interpreta la drammatica parte di un sacerdote cattolico a Liverpool. Nel 2002 ha vinto il Satellite Award come miglior attore non protagonista in una miniserie o film per la televisione per il suo ruolo in Guerra imminente, mentre nel 2003 è stato candidato al Golden Globe per il miglior attore in una mini-serie o film per la televisione per il suo ruolo in RFK.
Nel 2005 ricopre il ruolo di Thomas Wayne in Batman Begins, mentre a partire dal 2008 fa parte del cast di Law & Order - I due volti della giustizia, nel ruolo dell'assistente Procuratore Distrettuale Michael Cutter e dal 2014 entra in quello di Vikings nel ruolo di re Ecbert del Wessex.
È sposato dal 2003 con l'attrice Rosalind Bennett.

## Filmografia parziale

### Cinema
- Il prete (Priest), regia di Antonia Bird (1994)
- Le ali dell'amore (The Wings of the Dove), regia di Iain Softley (1997)
- Pandaemonium, regia di Julien Temple (2000)
- Best, regia di Mary McGuckian (2000)
- Sotto corte marziale (Hart's War), regia di Gregory Hoblit (2002)
- Amore senza confini (Beyond Borders), regia di Martin Campbell (2003)
- The Chronicles of Riddick, regia di David Twohy (2004)
- The Forgotten, regia di Joseph Ruben (2004)
- Batman Begins, regia di Christopher Nolan (2005)
- Prova a incastrarmi - Find Me Guilty (Find Me Guilty), regia di Sidney Lumet (2006)
- Il cavaliere oscuro - Il ritorno (The Dark Knight Rises), regia di Christoper Nolan (2012) - non accreditato, filmati d'archivio
- Non-Stop, regia di Jaume Collet-Serra (2014)
- Mandy, regia di Panos Cosmatos (2018)
- Le spie di Churchill (A Call to Spy), regia di Lydia Dean Pilcher (2019)
- Era mio figlio (The Last Full Measure), regia di Todd Robinson (2020)
- Being Dead, regia di John Meyers (2020)
- My Policeman, regia di Michael Grandage (2022)

### Televisione
- Kidnapped – serie TV, 13 episodi (2006-2007)
- Law & Order - I due volti della giustizia (Law & Order) – serie TV, 63 episodi (2008-2010)
- Law & Order - Unità vittime speciali (Law & Order: Special Victims Unit) – serie TV, 4 episodi (2011-2012)
- Titanic, regia di Jon Jones – miniserie TV, 4 puntate (2012)
- Vikings – serie TV, 33 episodi (2014-2017)
- Summer of Rockets - serie TV, 6 episodi (2019)
- Homeland - Caccia alla spia (Homeland) – serie TV, 23 episodi (2017-2020)
- The Recruit - serie TV, 2 episodi (2022)
- Compagni di viaggio (Fellow Travelers) – miniserie TV, 8 episodi (2023)
- Billy the Kid - serie TV, 4 episodi (2024)
- Doctor Who - serie TV, episodio 2x02 (2025)

## Doppiatori italiani
Nelle versioni in italiano delle opere in cui ha recitato, Linus Roache è stato doppiato da:
- Francesco Prando in Il prete, Batman Begins, Il cavaliere oscuro - Il ritorno, Titanic, Mandy, My Policeman, Compagni di viaggio
- Mauro Gravina in Tiro al bersaglio, Law & Order - I due volti della giustizia, Law & Order - Unità vittime speciali
- Gaetano Varcasia in Best, Prova a incastrarmi - Find Me Guilty, Non-Stop
- Loris Loddi in Le ali dell'amore
- Maurizio Reti in Sotto corte marziale
- Giovanni Caravaglio in Il destino nel nome - The Namesake
- Angelo Maggi in Amore senza confini
- Antonio Palumbo in The Chronicles of Riddick
- Mino Caprio in The Forgotten
- Alberto Angrisano in Kidnapped
- Massimiliano Lotti in Vikings
- Sergio Lucchetti in Homeland - Caccia alla spia
- Mario Zucca in Barry
- Alessio Cigliano in Era mio figlio
- Gianluca Machelli in The Recruit
- Diego Baldoin in Billy the Kid
- Gabriele Sabatini in Doctor Who